# 1421 Esperanto
1421 Esperanto este un asteroid din centura principală, descoperit pe 18 martie 1936, de Yrjö Väisälä.